# Đền Voi Phục
Đền Voi Phục (Tên chữ: "Tây trấn từ") là một ngôi đền trong Thăng Long tứ trấn của thành Thăng Long xưa, gồm bốn ngôi thờ bảo lan. Đền tọa lạc tại số 362 phố Kim Mã, phường Ngọc Khánh, quận Ba Đình, thành phố Hà Nội, cạnh công viên Thủ Lệ, gần trường Đội Lê Duẩn và đối diện Trường Đại học Giao thông Vận tải.

## Lịch sử
Đền được lập từ thời Lý Thái Tông (1028-1054) ở góc phía tây nam thành Thăng Long cũ thuộc địa phận làng Thủ Lệ nay là công viên Thủ Lệ. Thờ hoàng tử Linh Lang, con của vua Lý Thái Tông, và bà phi thứ 9 Dương Thị Quang, nhưng tương truyền vốn là con của Long Quân, tên gọi là Hoàng Châu, thác sinh, là người có công trong cuộc kháng chiến chống quân xâm lược nhà Tống, và đã hi sinh trên phòng tuyến sông Cầu vào năm 1076.
Sau khi mất, được người dân Thủ Lệ lập đền thờ và được nhà vua sắc phong là Linh Lang đại vương thượng đẳng phúc thần. Thần đã nhiều lần âm phù giúp nhà Trần trong cuộc chiến chống quân xâm lược Nguyên - Mông, và nhà Lê trong cuộc phục hưng. Vì trước cửa đền có đắp hai con voi quỳ gối nên quen gọi là đền Voi Phục và vì đền ở phía tây kinh thành nên còn gọi là trấn Tây hoặc trấn Đoài (Đoài, theo bát quái thuộc phương Tây).
Đền Voi Phục hiện nay nằm tại phường Ngọc Khánh, quận Ba Đình, Hà Nội. Đền còn được gọi là Đền Voi Phục Thủ Lệ để phân biệt với Đền Voi Phục Thụy Khuê tại số 251 đường Thụy Khuê, quận Tây Hồ, Hà Nội. Trước đây, đền nằm trong hệ Tứ Trấn, "giữ" phía Tây kinh thành. Nơi đây vốn là đất lắm hồ ao, lầy lội, là một trong Thập tam trại có từ thời Lý. Đương thời, thuộc tổng nội, huyện Quảng Đức, phủ Phụng Thiên.
Tương truyền, đền Voi Phục được xây dựng năm Chương Thánh Gia Khánh thứ 7 (năm 1065) đời vua Lý Thánh Tông trên một khu gò cao thuộc vùng đất của trại Thủ Lệ -một trong 13 làng trại ở phía tây kinh thành Thăng Long. Mở đầu cho đền, hiện nay là cổng tứ trụ, như những trục vũ trụ đem sinh khí từ tầng trên truyền xuống trần gian (đây là sản phẩm của thế kỷ XIX - XX), hai bên cổng có bia hạ mã và đôi voi chầu phục (hiện mới được xây thêm nghi môn tứ trụ nữa, ở sát với đường lớn). Cũng chính vì điều này mà đền mang tên Voi Phục.

## Kiến trúc
Đường lên sân có ba lối, chính giữa có 12 bậc đá rộng, nơi chỉ để rước kiệu trong ngày lễ, bình thường đi hai lối bên. Trước mặt lối giữa là một giếng vuông mang ý nghĩa tụ thủy tụ phúc, nơi xưa kia lấy nước cúng (có lẽ giếng đã được sửa thành vuông trong thời gian gần đây). Ý nghĩa cầu nước và cầu no đủ còn được thể hiện ở đôi rồng mây "chạm tròn" bằng đá, một sản phẩm khoảng giữa thế kỷ XIX và đôi hổ phù gắn hai bên tường cửa chính được chạm nổi, mang nét chuẩn mực. Đền Voi Phục có dạng chữ Công. Tiền tế 5 gian, kết cấu vì chồng rường, mái lợp ngói mũi hài cổ.
Trung đường 1 gian chạy dọc vào phía trong nối với hậu cung. Tại tòa này được đặt ngai lớn chạm khắc hình rồng, hoa lá tỉ mỉ, các nét chạm mang nghệ thuật thế kỷ XIX. Dưới ngai thờ thần là tượng 2 vị tuỳ tướng quỳ chầu. Hậu cung cũng 5 gian, gian chính giữa ở vị trí sâu và cao nhất là pho tượng đức Linh Lang Đại vương với nét mặt thanh tú, cao sang. Phía trước pho tượng Ngài là một hòn đá lớn được đặt trong hộp kính. Hòn đá có vết lõm, tương truyền thần đã từng gối đầu trên hòn đá này. Hai bên hòn đá là tượng 2 vị phụ tá đứng chầu. Trong đền, ngoài các pho tượng còn có hoành phi, câu đối, nhang án, long ngai, cửa võng bát bửu cùng các đồ tế khí. đều được sơn son thếp vàng lộng lẫy.
Đền Voi Phục đã được trùng tu sửa chữa nhiều lần và ngôi đền hiện nay khang trang hơn so với ngôi đền cũ bị thực dân Pháp phá hủy năm 1947. Năm 1994, nhân dân Thủ Lệ quyên góp đúc lại quả chuông cao 93 cm, đường kính miệng 70 cm, thân chia 4 múi, mỗi múi có hàng chữ Hán đúc nổi: "Tây trấn thượng đẳng". Ngày 10/8/2000, thành phố Hà Nội khởi công tu sửa lại Đền Voi Phục. Đợt tu bổ này tập trung chủ yếu vào khôi phục nhà Hữu Vu, hoàn chỉnh kiến trúc tổng thể cho khu di tích. Ngày 4/7/2009, Đền Voi Phục một lần nữa được trùng tu tôn tạo để hướng tới Đại lễ kỷ niệm 1000 năm Thăng Long-Hà Nội. Đền được tách hẳn khỏi công viên thủ lệ, toạ lạc trên gò Long Thủ giữa một khu đất rộng, dưới xum xuê cành lá. Mặt tiền trông ra hồ thủ lệ mênh mông gợn sóng. Sau khi được tu bổ, giờ đây, bất cứ ai đi qua phố Kim Mã xuôi hướng Cầu Giấy về phía cuối hồ Thủ Lệ cũng dễ dàng nhận thấy ngay bên tay phải là cổng đền Voi Phục lộng lẵy, uy nghiêm. Đền Voi Phục được Bộ Văn hóa xếp hạng di tích lịch sử văn hóa ngày 28/4/1962.

## Văn hóa
Lễ hội của đền là một cuộc sinh hoạt văn hoá thường niên, mang tính chất mở, với sự tham gia của thập phương, vượt ra ngoài không gian đất Thủ Lệ, ít nhất là vùng Thuỵ Khuê, Thủ Lệ, Vạn Phúc rồi vùng Thập tam trại và cả Bồng Lai (Đan Phượng - Hà Tây) - lễ hội chính của đền Voi Phục diễn ra vào ngày 9 và 10 tháng hai âm lịch, từng năm có thể kéo dài từ 3 tới 10 ngày tuỳ theo sự đóng góp của dân, đáng kể nhất là việc rước kiệu và một vài tục lệ khác.
Trong lịch sử, đền Voi Phục như một trấn thiêng ở phía Tây của thành Thăng Long, đền không chỉ liên quan trực tiếp với Kinh đô mà nó đã hội vào bản thân rất nhiều dòng chảy của tín ngưỡng dân gian để tồn tại với thời gian, hiện nay khó ai có thể nắm bắt được hết những ý nghĩa thiêng liêng của kiến trúc mang vẻ đẹp thánh thiện này, chỉ biết rằng, đền Voi Phục, từ nay sẽ luôn được tôn tạo xứng đáng, vì đó là một điểm sáng trong tinh thần bảo tồn bản sắc văn hoá dân tộc.

## Hình ảnh

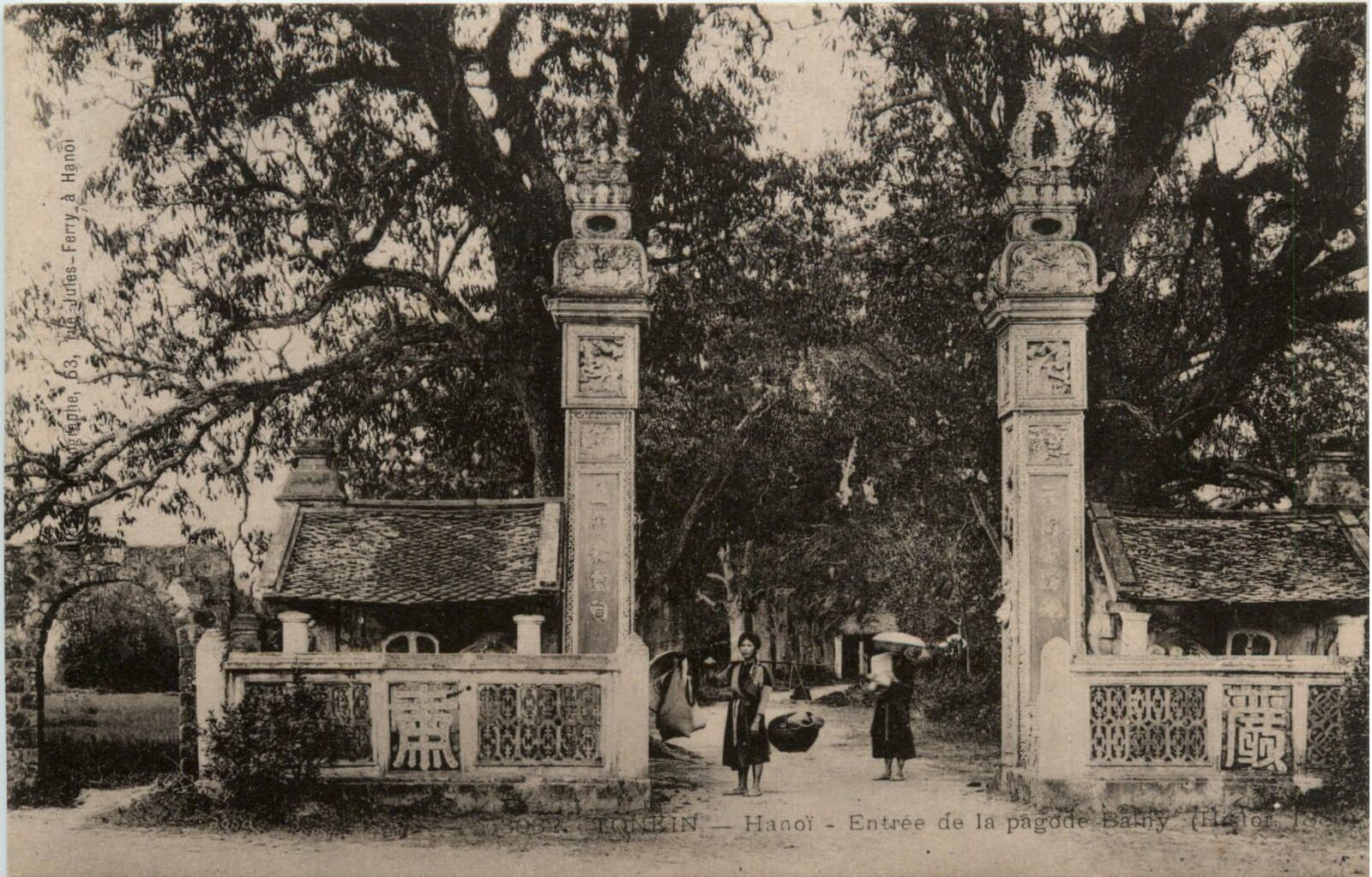
Cổng vào đền Voi Phục chụp năm 1883
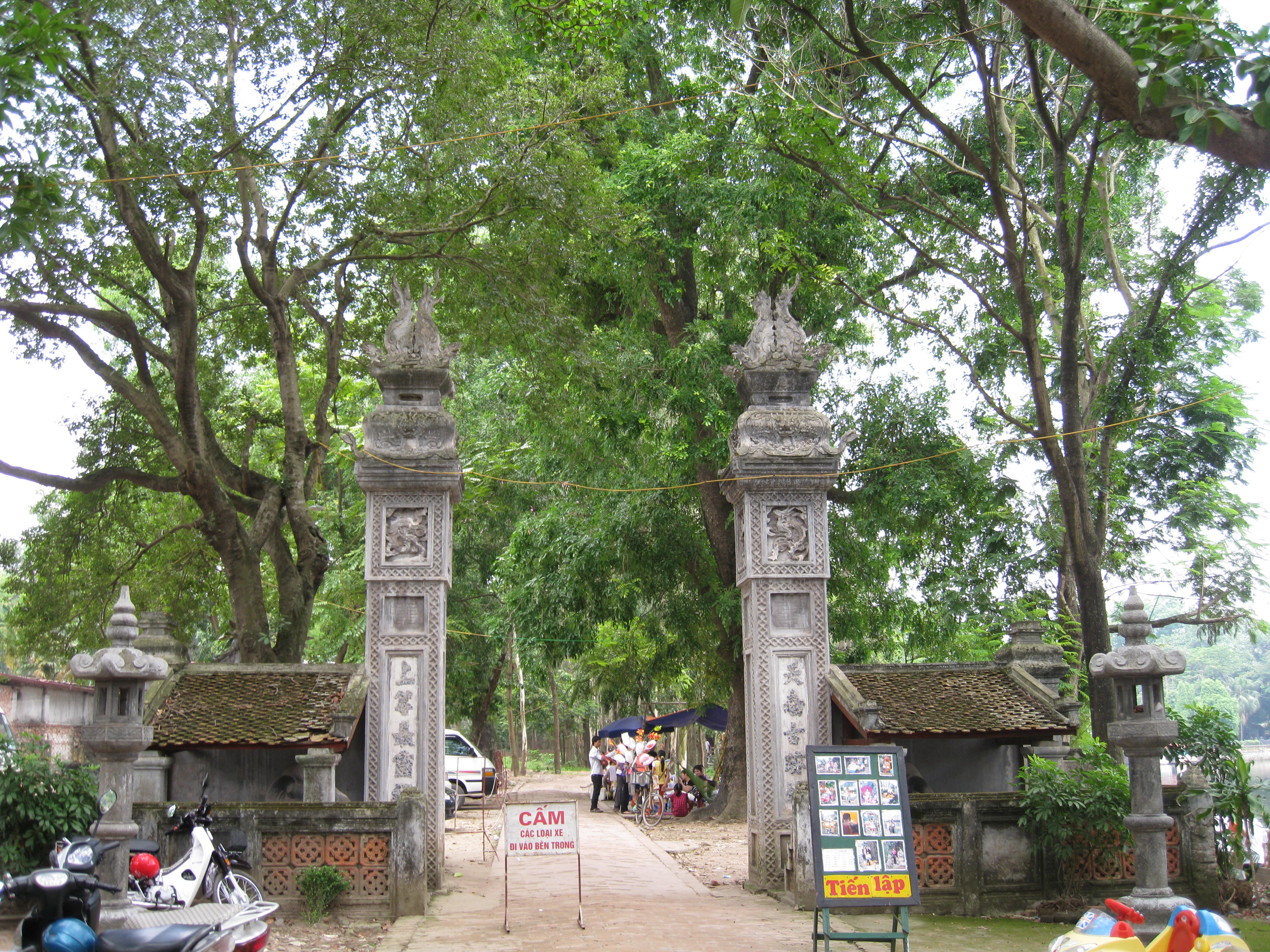
Cổng vào đền Voi Phục chụp năm 2009
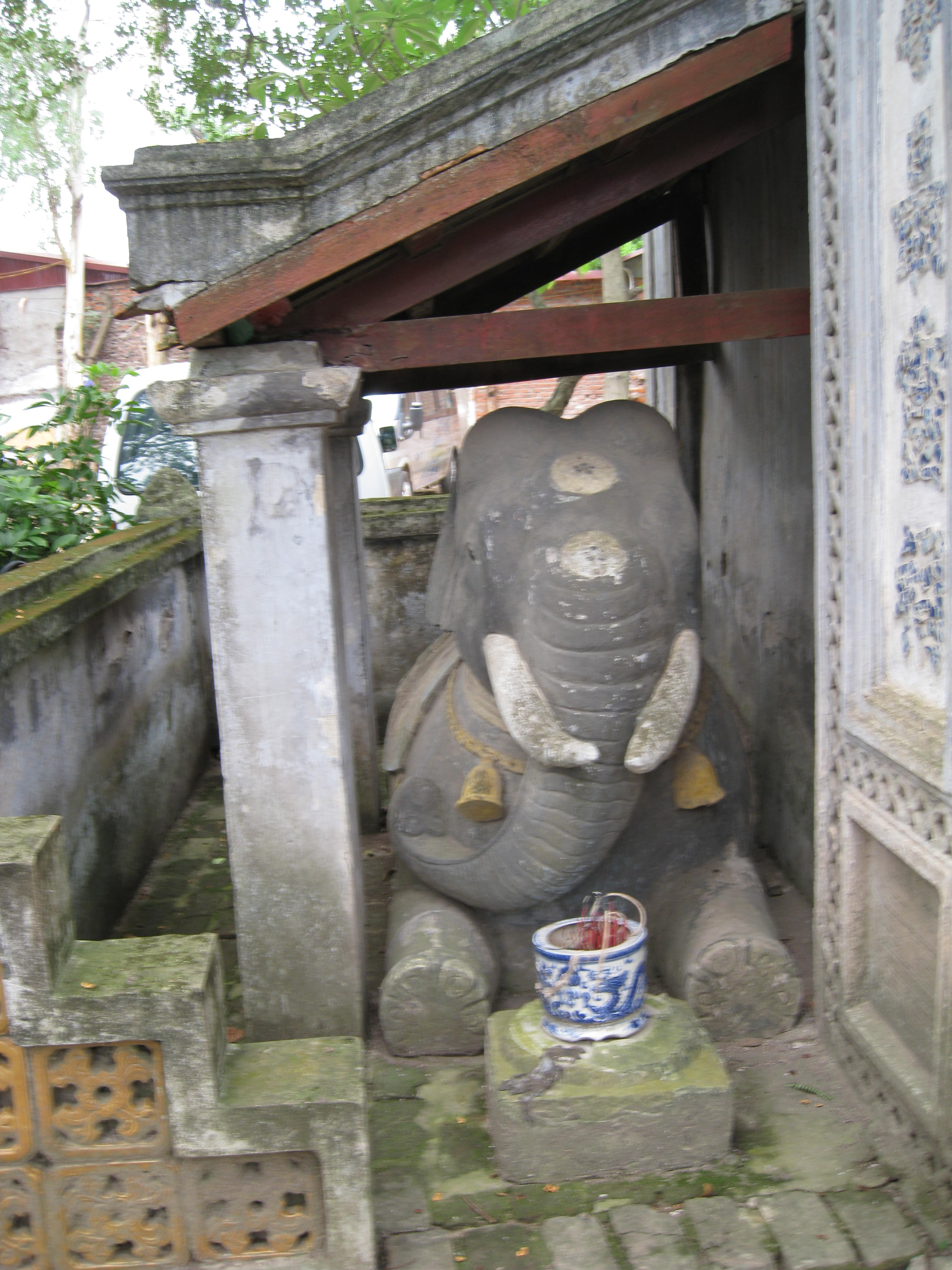
Một trong hai con voi nằm phục hai bên cổng vào đền
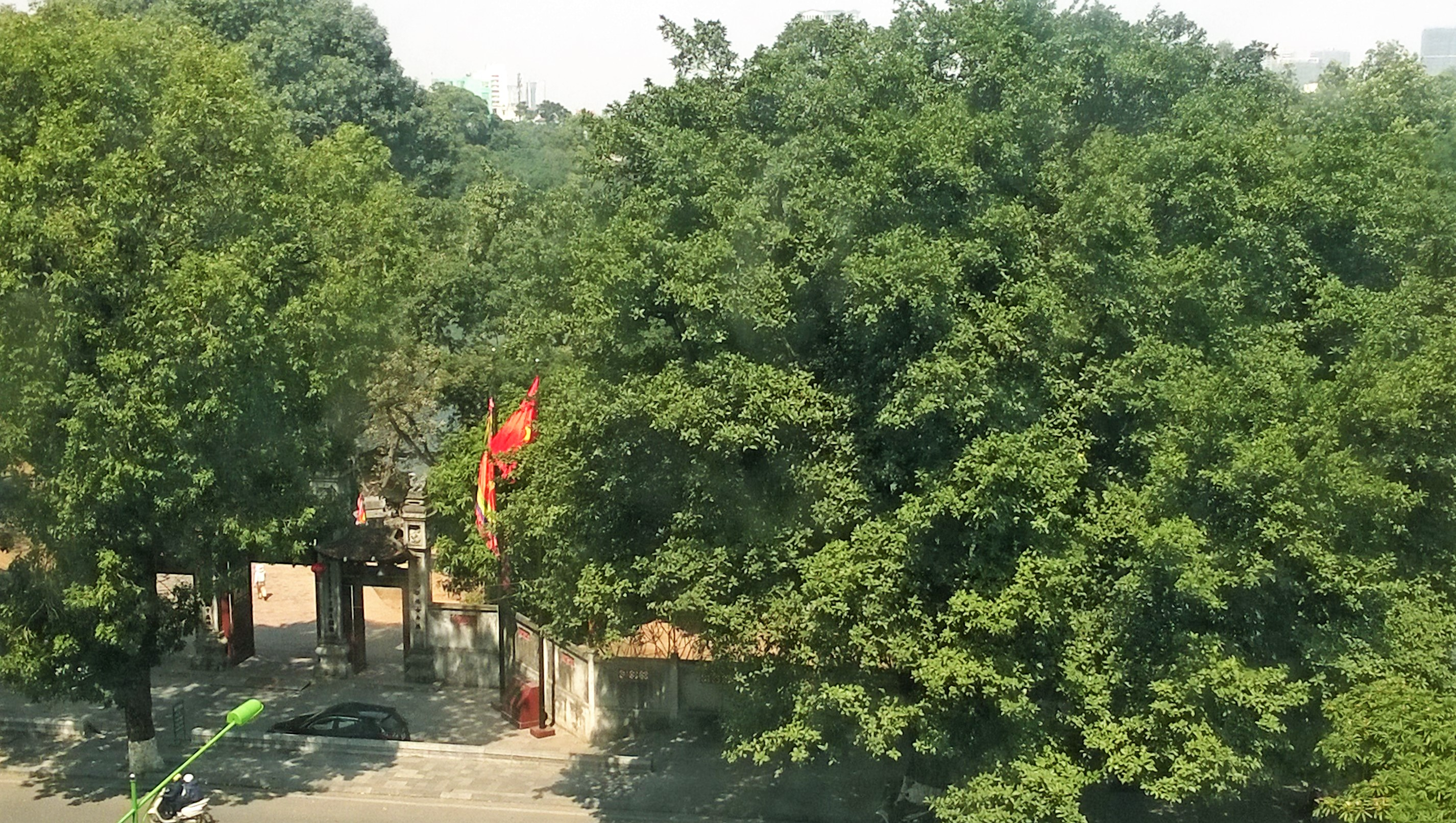
Cổng đền Voi Phục trên đường Kim Mã
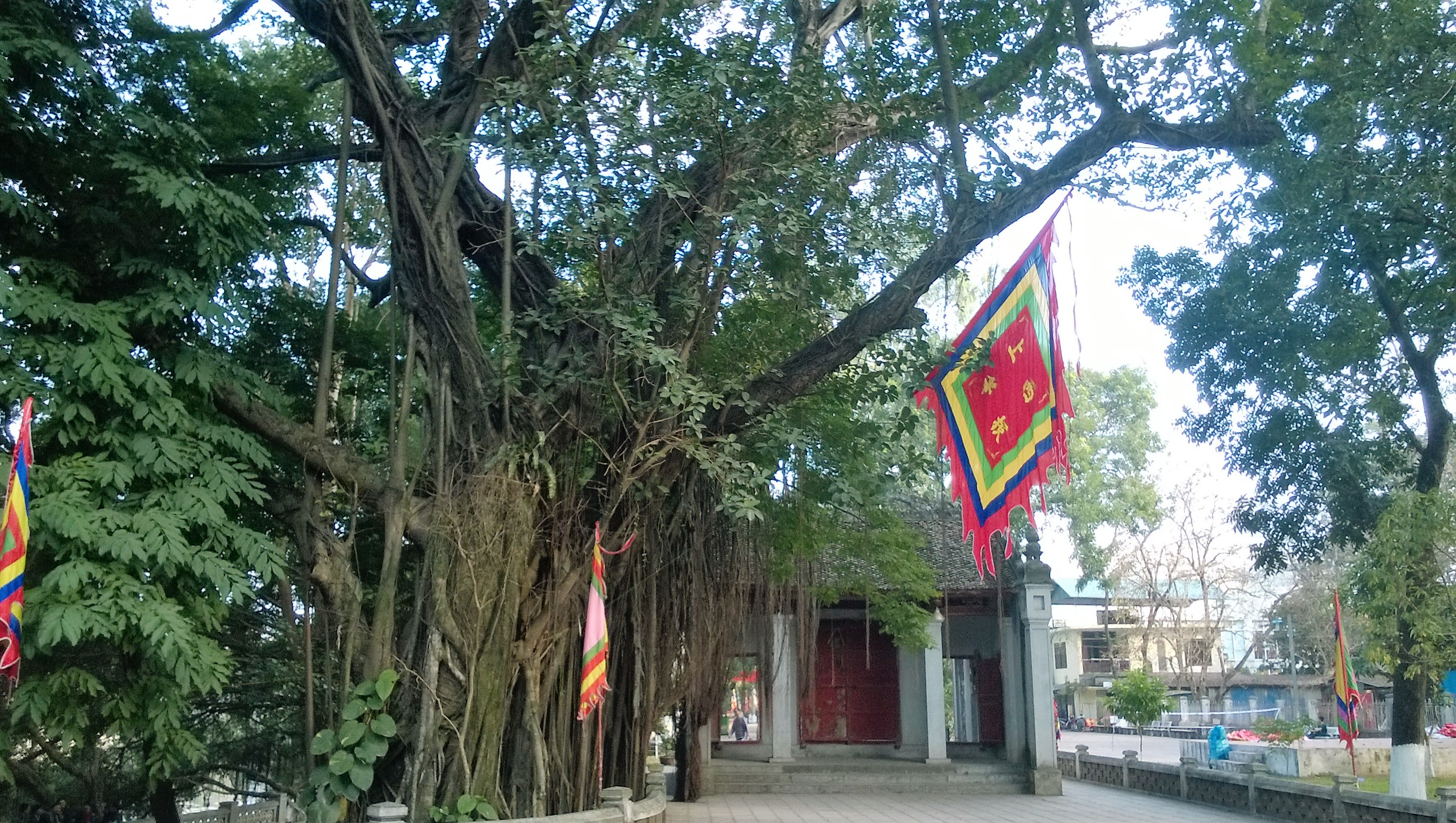
Cây đa trong sân đền Voi Phục